# Frankfurt (Oder)-Neuberesinchen
Frankfurt (Oder)-Neuberesinchen – kolejowy przystanek osobowy we Frankfurcie nad Odrą w landzie Brandenburgia w Niemczech. Obsługuje jedynie połączenia relacji Frankfurt (Oder) - Königs Wusterhausen obsługiwane przez Niederbarnimer Eisenbahn. Jest położony w dzielnicy o tej samej nazwie, przy ulicy Nußweg.  